# Bezares
Bezares és un municipi de la Rioja, a la regió de la Rioja Alta, proper al riu Yalde.

## Història
La primera cita documental de la vila apareix en el Fur de Nájera, atorgat pel rei Sanç III de Navarra l'any 1020, anomenant-se en el text la localitat "Santa Columba de Bezares". En 1137 en una donació realitzada per Alfons VII al monestir de Santa María la Real de Nájera s'anomenava la vila "Bizares". En 1315, Alfons XI de Castella, atenent una sol·licitud feta per Alonso de Haro, senyor de Cameros, qui argumentava la pobresa de la localitat, va concedir als seus vint veïns el privilegi d'abonar les seves contribucions com si només fossin quinze. En l'àmbit espiritual depenia de Santa María de Nájera. Sent la seva església, San Martín, una de les reclamades pel bisbat de Calahorra al monestir najerenc, contenciós que va provocar complexos plets al llarg del segle xii i que va ser resolt pel rei Alfons VIII de Castella, quant a la vila, amb la decisió que continués el temple subjecte a Santa María. Va formar part de la província de Burgos fins a la creació de la de Logronyo pel Reial decret de 30 de novembre de 1833.